# Roman Czerniawski
Roman Czerniawski (ur. 6 lutego 1910 w Toustem, zm. 26 kwietnia 1985 w Londynie) – major dyplomowany pilot Polskich Sił Powietrznych w Wielkiej Brytanii, kawaler Krzyża Srebrnego Orderu Wojennego Virtuti Militari, mianowany podpułkownikiem przez władze II RP na uchodźstwie, minister w trzech kolejnych rządach Kazimierza Sabbata (1978–1985).

## Życiorys
Ukończył Szkołę Podchorążych Lotnictwa w Dęblinie. 15 sierpnia 1931 roku Prezydent RP Ignacy Mościcki mianował go podporucznikiem ze starszeństwem z 15 sierpnia tego roku i 4. lokatą w korpusie oficerów aeronautycznych, a Minister Spraw Wojskowych wcielił do 1 pułku lotniczego w Warszawie. 5 marca 1934 awansował na porucznika ze starszeństwem z dniem 1 stycznia 1934 r. i 8. lokatą w korpusie oficerów aeronautyki. W latach 1936–1938 był słuchaczem XVII Kursu Wyższej Szkoły Wojennej w Warszawie. Na stopień kapitana został awansowany ze starszeństwem z dniem 19 marca 1939 i 54. lokatą w korpusie oficerów lotnictwa, grupa liniowa. W tym samym miesiącu pełnił służbę w Dowództwie Lotnictwa Ministerstwa Spraw Wojskowych w Warszawie na stanowisku kierownika referatu w Wydziale Organizacyjnym.
W czasie kampanii wrześniowej 1939 roku służył w Warszawie. Po agresji ZSRR na Polskę wraz z personelem lotnictwa polskiego przekroczył granicę polsko-rumuńską, następnie  ewakuowany do Francji. Ponieważ zamierzano go przenieść do wywiadu, w listopadzie 1939 roku został skierowany na kurs specjalny do École supérieure de guerre w celu zapoznania się ze strukturą i organizacją Wehrmachtu.
W marcu 1940 roku przydzielony został do sztabu 1. Dywizji Grenadierów na stanowisko szefa Oddziału II. Na tym stanowisku wziął udział w kampanii francuskiej. Po klęsce armii francuskiej Czerniawski usiłował przedrzeć się do Wielkiej Brytanii posługując się autentycznymi dokumentami zmarłego Armanda Borni, które uzyskał od jego żony Renee. W Tuluzie nawiązał kontakt z oficerem polskiego wywiadu, majorem Mieczysławem Słowikowskim, który polecił mu zorganizować placówkę Oddziału II Interalliee (INT) w Paryżu. Nowy zwierzchnik uznał, iż Czerniawski jest oficerem pełnym zapału i dużej ambicji, o bystrej inteligencji, przyzwyczajonym do niebezpieczeństw.
Czerniawskiemu udało się wykonać postawione zadanie w listopadzie 1940 roku. Meldunki wywiadowcze wysyłał z Tuluzy w skrytkach wagonów kolejowych, a następnie, od początku maja 1941 roku, drogą radiową do Londynu. We wrześniu 1941 roku został tam wezwany, aby przyjąć instrukcje od kierownictwa wywiadu. Wrócił 10 października, zrzucono go w okolicy Tours. W tym czasie Abwehra, w wyniku nieostrożności jednego z agentów INT, Emila, była już na tropie siatki. Kolejno aresztowano (wówczas kapitana) Czerniawskiego i jego najbliższe współpracownice, m.in. Renee Borni i Mathildę Carre (ps. La Chatte). Załamanie się tej ostatniej (Mathilda Carre poszła na współpracę z Abwehrą, straszona torturami pracowała dla Niemców pod ps. Victoire), a także ujawnienie archiwum, umożliwiło kontrwywiadowi niemieckiemu rozgromienie ekspozytury. Czerniawski, aby ratować swoich ludzi, w zamian za gwarancję ich bezpieczeństwa, po długiej rozmowie z pułkownikiem Abwehry Oscarem Reile, podjął współpracę z Abwehrą. Abwehra pomogła Czerniawskiemu zbiec z więziennego konwoju podczas przewozu do innego więzienia 14 lipca 1942 roku, jednak zamiast Czerniawskiego wystąpił dubler, gdyż obawiano się, że może on zostać postrzelony podczas ucieczki. Kilka dni po ucieczce Roman Czerniawski nawiązał kontakt z członkami dawnej organizacji. Wszyscy słyszeli o śmiałej ucieczce więźnia na Avenue Foch.
Na początku sierpnia 1942 roku Roman Czerniawski, przemycony przez granicę hiszpańską, dotarł do Madrytu, gdzie natychmiast zameldował się w brytyjskiej ambasadzie i attaché wojskowemu wyjawił, że podjął współpracę z Abwehrą. Wyjaśniał, że nie miał zamiaru być niemieckim szpiegiem, lecz dostrzegał okazję uratowania swoich towarzyszy i podjęcia współpracy z wywiadem brytyjskim. Czerniawskiego przewieziono do Londynu, gdzie wrześniowego dnia 1942 roku stanął przed szefem Oddziału II Sztabu Naczelnego Wodza, podpułkownikiem Stanisławem Gano. SOE za zgodą generała Władysława Sikorskiego wykorzystała Czerniawskiego w celu dezinformacji Niemców co do czasu i miejsca lądowania w Europie. Jako podwójny agent (ps. Brutus) przekazywał Abwehrze wysoko cenione i uznawane za wiarygodne informacje, odczytywane samemu Hitlerowi, o przygotowaniach inwazji aliantów na Francję (operacja Fortitude). Oficjalnie służył w Polskich Siłach Powietrznych, miał numer służbowy RAF P-2554. Czerniawski po wojnie pozostał na emigracji w Londynie.
12 lipca 1978 roku Prezydent Rzeczypospolitej Stanisław Ostrowski mianował go ministrem w drugim rządzie Kazimierza Sabbata. 9 kwietnia 1979 roku Prezydent Rzeczypospolitej Edward Raczyński zwolnił go z urzędu ministra i powierzył sprawowanie obowiązków do czasu powołania nowego rządu. 20 czerwca tego roku prezydent Raczyński mianował go ministrem w trzecim rządzie Kazimierza Sabbata. 17 grudnia 1983 roku prezydent Raczyński zwolnił go z urzędu ministra i powierzył sprawowanie obowiązków do czasu powołania nowego rządu. 17 stycznia 1984 roku prezydent Raczyński mianował go ministrem informacji w czwartym rządzie Kazimierza Sabbata.

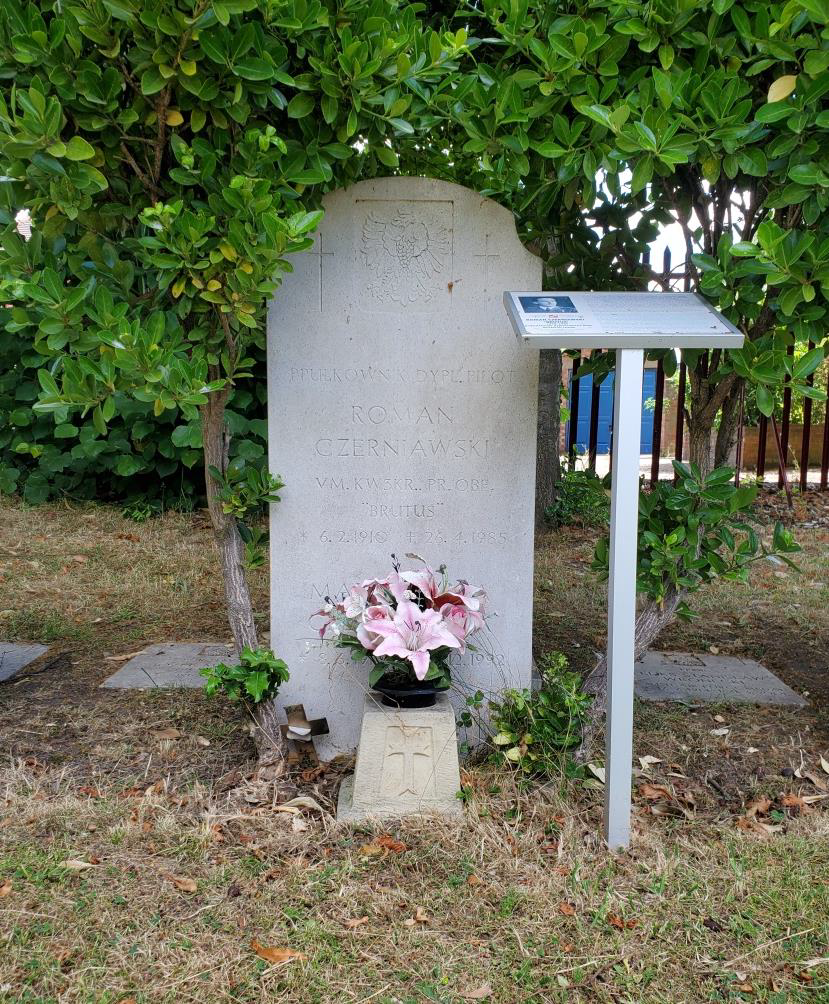
Grób Romana Czerniawskiego

Zmarł 26 kwietnia 1985 r. w wieku 75 lat w Londynie. Został pochowany na cmentarzu w Newark-on-Trent (SG 312).

## Ordery i odznaczenia
- Krzyż Srebrny Orderu Wojennego Virtuti Militari – nr 9238
- Odznaka Obserwatora nr 851
- Medal Lotniczy – czterokrotnie
- Order Imperium Brytyjskiego